# Jim Lee's Wild C.A.T.S: Covert Action Teams
Jim Lee's Wild C.A.T.S: Covert Action Teams est un jeu vidéo d'action de type Beat them all en 2D, développé par Beam Software et édité par Playmates Interactive Entertainment. Il est sorti sur Super Nintendo en novembre 1995. Le jeu est basé sur le comic éponyme créé par Jim Lee en 1992,,,,.

## Synopsis
Trois des héros de Wild C.A.T.S, Spartan, Maul and Warblade, doivent vaincre le Daemonite Lord Helspont et ses sbires.